# Filippo d'Artois (1358-1397)
Filippo d'Artois, conte di Eu (1358 – Anatolia, 16 giugno 1397), fu connestabile di Francia e pari di Francia.
Era figlio di Giovanni d'Artois, conte di Eu, e d'Isabella di Melun. Era anche nipote di Roberto III d'Artois.

## Biografia
Partecipando alla campagna di Fiandra, si segnalò nella presa di Bergues e di Bourbourg (1383). Successivamente accompagnò Luigi II di Borbone nella sua spedizione in Nord Africa e partecipò all'assedio di Tunisi (1390). Partì poi per la Terra santa ma venne catturato dai turchi. Dopo alcuni mesi di cattività, rientrò in Francia e rese tre grandi servizi al re, Carlo VI. Questi lo nominò connestabile dopo la deposizione di Oliviero di Clisson (1392). Seguì Giovanni di Borgogna nella crociata condotta contro il sultano Bayezid I. Partecipando all'assedio di Nicopoli, la sua imprudenza fu causa della disfatta cristiana (1396); fatto prigioniero dagli ottomani, cadde ammalato e morì in Anatolia.

## Matrimonio e discendenza
Il 27 gennaio 1392 Filippo sposò Maria di Berry, figlia di Giovanni di Francia, duca di Berry, e di Jeanne d'Armagnac, e vedova, senza figli, di Luigi III di Blois-Châtillon († 1391), conte di Dunois.
Da Maria ebbe:
- Carlo (1394-1472), conte d'Eu;
- Filippo (1395-1397);
- Bona (1396-1425), sposatasi con Filippo di Nevers, conte di Nevers e Rethel, poi con Filippo III di Borgogna;
- Caterina (1397-1420), sposa di Giovanni di Borbone-Carency.

## Ascendenza
|                                                   |                             |                                                                 | Genitori                                                    |  |  | Nonni |  |  | Bisnonni                                      |  |  | Trisnonni                  |  |
|                                                   |                             |                                                                 |                                                             |  |  |       |  |  | Filippo d'Artois, signore di Conches-en-Ouche |  |  | Roberto II, conte d'Artois |  |
|                                                   |                             |                                                                 |                                                             |  |  |       |  |  | Filippo d'Artois, signore di Conches-en-Ouche |  |  | Roberto II, conte d'Artois |  |
|                                                   |                             | Amicie di Courtenay                                             |                                                             |  |  |       |  |  | Filippo d'Artois, signore di Conches-en-Ouche |  |  |                            |  |
| Roberto III d'Artois, signore di Conches-en-Ouche |                             |                                                                 |                                                             |  |  |       |  |  | Filippo d'Artois, signore di Conches-en-Ouche |  |  |                            |  |
|                                                   |                             | Bianca di Bretagna                                              | Giovanni II, duca di Bretagna                               |  |  |       |  |  |                                               |  |  |                            |  |
|                                                   |                             | Bianca di Bretagna                                              | Giovanni II, duca di Bretagna                               |  |  |       |  |  |                                               |  |  |                            |  |
|                                                   |                             | Bianca di Bretagna                                              | Beatrice d'Inghilterra                                      |  |  |       |  |  |                                               |  |  |                            |  |
| Giovanni d'Artois, conte d'Eu                     |                             | Bianca di Bretagna                                              |                                                             |  |  |       |  |  |                                               |  |  |                            |  |
|                                                   |                             | Carlo, conte di Valois                                          | Filippo III, re di Francia                                  |  |  |       |  |  |                                               |  |  |                            |  |
|                                                   |                             | Carlo, conte di Valois                                          | Filippo III, re di Francia                                  |  |  |       |  |  |                                               |  |  |                            |  |
|                                                   |                             | Carlo, conte di Valois                                          | Isabella d'Aragona                                          |  |  |       |  |  |                                               |  |  |                            |  |
| Giovanna di Valois                                |                             | Carlo, conte di Valois                                          |                                                             |  |  |       |  |  |                                               |  |  |                            |  |
|                                                   |                             | Caterina I di Courtenay, imperatrice titolare di Costantinopoli | Filippo di Courtenay, imperatore titolare di Costantinopoli |  |  |       |  |  |                                               |  |  |                            |  |
|                                                   |                             | Caterina I di Courtenay, imperatrice titolare di Costantinopoli | Filippo di Courtenay, imperatore titolare di Costantinopoli |  |  |       |  |  |                                               |  |  |                            |  |
|                                                   |                             | Caterina I di Courtenay, imperatrice titolare di Costantinopoli | Beatrice d'Angiò                                            |  |  |       |  |  |                                               |  |  |                            |  |
| Filippo d'Artois, conte d'Eu                      |                             | Caterina I di Courtenay, imperatrice titolare di Costantinopoli |                                                             |  |  |       |  |  |                                               |  |  |                            |  |
|                                                   | Adamo IV, visconte di Melun | Adamo III, visconte di Melun                                    |                                                             |  |  |       |  |  |                                               |  |  |                            |  |
|                                                   | Adamo IV, visconte di Melun | Adamo III, visconte di Melun                                    |                                                             |  |  |       |  |  |                                               |  |  |                            |  |
|                                                   | Adamo IV, visconte di Melun | Costanza di Sancerre                                            |                                                             |  |  |       |  |  |                                               |  |  |                            |  |
| Giovanni I, visconte di Melun                     | Adamo IV, visconte di Melun |                                                                 |                                                             |  |  |       |  |  |                                               |  |  |                            |  |
|                                                   |                             | Giovanna di Sully                                               | Enrico II, signore di Sully                                 |  |  |       |  |  |                                               |  |  |                            |  |
|                                                   |                             | Giovanna di Sully                                               | Enrico II, signore di Sully                                 |  |  |       |  |  |                                               |  |  |                            |  |
|                                                   |                             | Giovanna di Sully                                               | Petronilla di Joigny                                        |  |  |       |  |  |                                               |  |  |                            |  |
| Isabella di Melun                                 |                             | Giovanna di Sully                                               |                                                             |  |  |       |  |  |                                               |  |  |                            |  |
|                                                   |                             | Ugo IV, signore d'Antoing                                       | Ugo III, signore d'Antoing                                  |  |  |       |  |  |                                               |  |  |                            |  |
|                                                   |                             | Ugo IV, signore d'Antoing                                       | Ugo III, signore d'Antoing                                  |  |  |       |  |  |                                               |  |  |                            |  |
|                                                   |                             | Ugo IV, signore d'Antoing                                       | Sibilla di Wavrin                                           |  |  |       |  |  |                                               |  |  |                            |  |
| Isabella d'Antoing                                |                             | Ugo IV, signore d'Antoing                                       |                                                             |  |  |       |  |  |                                               |  |  |                            |  |
|                                                   |                             | Maria d'Enghien                                                 | Gerardo d'Enghien, signore di Sottegem                      |  |  |       |  |  |                                               |  |  |                            |  |
|                                                   |                             | Maria d'Enghien                                                 | Gerardo d'Enghien, signore di Sottegem                      |  |  |       |  |  |                                               |  |  |                            |  |
|                                                   |                             | Maria d'Enghien                                                 | Maria di Gent                                               |  |  |       |  |  |                                               |  |  |                            |  |
|                                                   |                             | Maria d'Enghien                                                 |                                                             |  |  |       |  |  |                                               |  |  |                            |  |